# Bobbie Vaile
Roberta Anne 'Bobbie' Vaile (Junee, Nova Gal·les del Sud, Austràlia, 25 de juny de 1959 – 13 de novembre de 1996) va ser una astrofísica australiana i professora de física a la Facultat de Ciències Empresarials i Tecnologia de la Universitat de Sydney Occidental, Macarthur. Vaile estudià a la Universitat de Newcastle (Regne Unit), on va fer la seva Llicenciatura en Ciències. Va obtenir el Doctorat el 1989 a la Universitat de Nova Gal·les del Sud amb una tesi titulada «El Complex Corona Australis». Va participar en el Projecte Phoenix del SETI i va contribuir a l'establiment del Centre SETIa Austràlia, creat a la universitat el 1995. Va morir el 1996 després de batallar set anys contra un tumor cerebral inoperable.

## Distincions
- Vaile va guanyar el premi de Comunicació de Ciència Australiana "Unsung Hero of Australian Science" el 1995 pel seu treball en el desenvolupament de mètodes fàcils i agradables per ensenyar ciència.[3]
- Hi ha un jardí commemoratiu a la Universitat de Sydney Occidental dedicat a Bobbie Vaile des de 1999, i un parc a Camden, Nova Gal·les del Sud (34°03′33″S 150°42′42″E 34°03′33″S 150°42′42″E).
- Un planeta menor, 6708 Bobbievaile, descobert per l'astrònom Robert McNaught el 1989, va rebre el seu nom.[4]
- Membre honorari de CSIRO per la universitat de Western Sydney.[5]

## Publicacions
- A Search for Artificial Signals from the Small Magellanic Cloud - The Astronomical Journal 112, 164-166. Seth Shostak, Ron Ekers, Roberta Vaile, 1996. (assenyalada com una de les seves publicacions més rellevants)
- The Corona Australis Complex - Smithsonian/NASA ADS, 1989.[6]